# Sant Sebastià del Gos
Sant Sebastià del Gos és una església romànica del municipi d'Oliola (Noguera) inclosa a l'Inventari del Patrimoni Arquitectònic de Catalunya.

## Descripció
Està ubicada en una zona oberta al nord de la carretera C-14, a uns 100 m al nord de la masia de Cal Mallol i a 1 km a l'est del petit nucli de població d'el Gos (o Castellnou del Gos).
Es tracta d'un edifici aïllat, orientat d'est-nord-est a oest-sud-oest, que consisteix en una església d'una sola nau, de petites dimensions (13,5 m per 6 m), capçada a llevant per un absis semicircular i amb la façana d'accés a ponent amb campanar d'espadanya, iamb una capella lateral al sud. Darrere la capçalera hi té el cementiri, els murs del qual s'adossen al mur lateral nord i a la capella lateral sud, de manera que l'absis queda integrat en l'espai funerari. Està construïda amb aparell de carreus rectangulars ben escairats de gres disposats en filades ben horitzontals. La teulada de la nau és a doble vessant, feta actualment amb teula àrab. En canvi la coberta de l'absis és de lloses de pedra. Les façanes estan rematades amb una cornisa de pedra motllurada sota el ràfec.
La façana principal està caracteritzada pel campanar d'espadanya, gairebé de la mateixa amplada que la façana, de dos ulls d'arc de mig punt i acabat en forma triangular aguda. La porta, en el centre axial de la façana, és d'arc adovellat, amb l'extradós de mig punt i l'intradós apuntat i amb la directriu motllurada formant una mena d'arquivolta senzilla. L'única obertura d'aquesta façana és una senzilla finestra rectangular a sobre de la porta.
Al centre del mur septentrional hi té un contrafort i al sud hi ha adossada una capella lateral de construcció posterior a l'església i que havia fet funcions de sagristia i inclús d'habitatge parroquial, actualment inutilitzada.
L'interior es resolt amb una volta de canó. L'absis, de la mateixa amplada que la nau, s'obre a aquesta mitjançant un senzill arc presbiteral.
Aquest temple s'emmarca en la tradició de les tipologies romàniques, però construïda en una època i un llenguatge formal dins del gòtic tardà. És un cas similar al d'altres esglésies de la comarca, com Sant Miquel del mas Pinós (Tiurana).

## Història
No n'hi ha notícies documentals, i tampoc apareix a la relació d'esglésies anteriors a l'any 1300 del volum xvii de l'obra Catalunya Romànica.
Cada 17 de novembre s'hi celebra la diada del Gos.